# Chlorospatha nicolsonii
Chlorospatha nicolsonii är en kallaväxtart som beskrevs av Thomas Bernard Croat och L.P.Hannon. Chlorospatha nicolsonii ingår i släktet Chlorospatha och familjen kallaväxter. Inga underarter finns listade.